# Série de championnat de la Ligue américaine de baseball 1984
La Série de championnat de la Ligue américaine de baseball 1984 était la série finale de la Ligue américaine de baseball, dont l'issue a déterminé le représentant de cette ligue à la Série mondiale 1984, la grande finale des Ligues majeures.
Cette série trois de cinq débute le mardi 2 octobre 1984 et se termine le samedi 5 octobre par une victoire des Tigers de Detroit, trois matchs à zéro sur les Royals de Kansas City.

## Équipes en présence
Avec la meilleure fiche victoires-défaites (104-58) du baseball majeur en saison régulière 1984, les Tigers de Detroit remportent leur premier championnat de la division Est depuis 1972, terminant 15 parties devant les Blue Jays de Toronto. Les joueurs de Sparky Anderson, nommé manager de l'année en 1984, établissent ainsi le nouveau record de franchise pour le nombre de victoires en une saison. Avec une moyenne de points mérités de 1,92, neuf victoires et 32 sauvetages, Willie Hernández des Tigers remporte le trophée Cy Young du meilleur lanceur de l'année ainsi que le titre de joueur par excellence de la saison régulière, un exploit rare pour un lanceur, particulièrement pour un releveur.
Quant aux Royals de Kansas City, ils décrochent le titre de champions de la division Ouest pour la sixième fois en neuf ans malgré une fiche plus modeste de 84-78, ce qui les place trois parties devant les Angels de la Californie et les Brewers de Milwaukee. Leur lanceur Dan Quisenberry termine second derrière Hernandez au vote pour le trophée Cy Young et troisième pour le titre de meilleur joueur de la saison.

## Déroulement de la série

### Calendrier des rencontres
| Match | Date      | Visiteur              | Hôte                  | Score              |
| ----- | --------- | --------------------- | --------------------- | ------------------ |
| 1     | 2 octobre | Tigers de Detroit     | Royals de Kansas City | 8 - 1              |
| 2     | 3 octobre | Tigers de Detroit     | Royals de Kansas City | 5 - 3 (11 manches) |
| 3     | 5 octobre | Royals de Kansas City | Tigers de Detroit     | 0 - 1              |

### Match 1
Mardi 2 octobre 1984 au Royals Stadium, Kansas City, Missouri.
| Tigers de Detroit | 2 | 0 | 0 | 1 | 1 | 0 | 1 | 2 | 1 | 8 | 14 | 0 |
| Royals de Kansas City | 0 | 0 | 0 | 0 | 0 | 0 | 1 | 0 | 0 | 1 | 5  | 1 |
| Lanceurs partants : DET : Jack Morris KC : Buddy Black Vic. : Jack Morris (1-0) Déf. : Buddy Black (0-1) HRs : DET : Lance Parrish (1), Alan Trammell (1), Larry Herndon (1) |   |   |   |   |   |   |   |   |   |   |    |   |

### Match 2
Mercredi 3 octobre 1984 au Yankee Stadium, New York, NY.
| Tigers de Detroit | 2 | 0 | 1 | 0 | 0 | 0 | 0 | 0 | 0 | 0 | 2 | 5 | 8  | 1 |
| Royals de Kansas City | 0 | 0 | 0 | 1 | 0 | 0 | 1 | 1 | 0 | 0 | 0 | 3 | 10 | 3 |
| Lanceurs partants : DET : Dan Petry KC : Bret Saberhagen Vic. : Aurelio Lopez (1-0) Déf. : Dan Quisenberry (0-1) HRs : DET : Kirk Gibson (1) |   |   |   |   |   |   |   |   |   |   |   |   |    |   |

### Match 3
Vendredi 5 octobre 1984 au Tiger Stadium, Detroit, Michigan.
| Royals de Kansas City | 0 | 0 | 0 | 0 | 0 | 0 | 0 | 0 | 0 | 0 | 3 | 3 |
| Tigers de Detroit | 0 | 1 | 0 | 0 | 0 | 0 | 0 | 0 | X | 1 | 3 | 0 |
| Lanceurs partants : KC : Charlie Leibrandt DET : Milt Wilcox Vic. : Milt Wilcox (1-0) Déf. : Charlie Leibrandt (0-1) Sauv. : Willie Hernández (1) |   |   |   |   |   |   |   |   |   |   |   |   |

## Joueur par excellence
Le voltigeur de droite des Tigers de Detroit, Kirk Gibson, est élu joueur par excellence de la Série de championnat 1984 de la Ligue américaine de baseball. Dans cette courte série de trois parties contre Kansas City, Gibson maintient une moyenne au bâton de ,417 avec trois simples, un double, un circuit, deux points produits et deux points marqués.